# Kid Congo Powers
Kid Congo Powers, de son vrai nom Brian Tristan, est un guitariste et chanteur américain né à El Monte (Californie, États-Unis) en 1959, principalement connu pour avoir cofondé The Gun Club avec le chanteur Jeffrey Lee Pierce. Il tient également la guitare au sein des Cramps à partir de 1980. Kid Congo fait également plusieurs apparitions aux côtés de Nick Cave and the Bad Seeds, régulièrement sur scène jusqu’à l’été 1989. Il fonde le groupe Congo Norvell avec Sally Norvell, puis se lance dans une carrière solo à la fin des années 1990.
Il enregistre son premier album en tant que chanteur principal, intitulé Bad English, avec le compositeur, arrangeur et producteur de musique électronique allemand Can Oral dit « Khan », puis commence à tourner et enregistrer sous son propre nom, accompagné des Pink Monkey Birds.

## Biographie

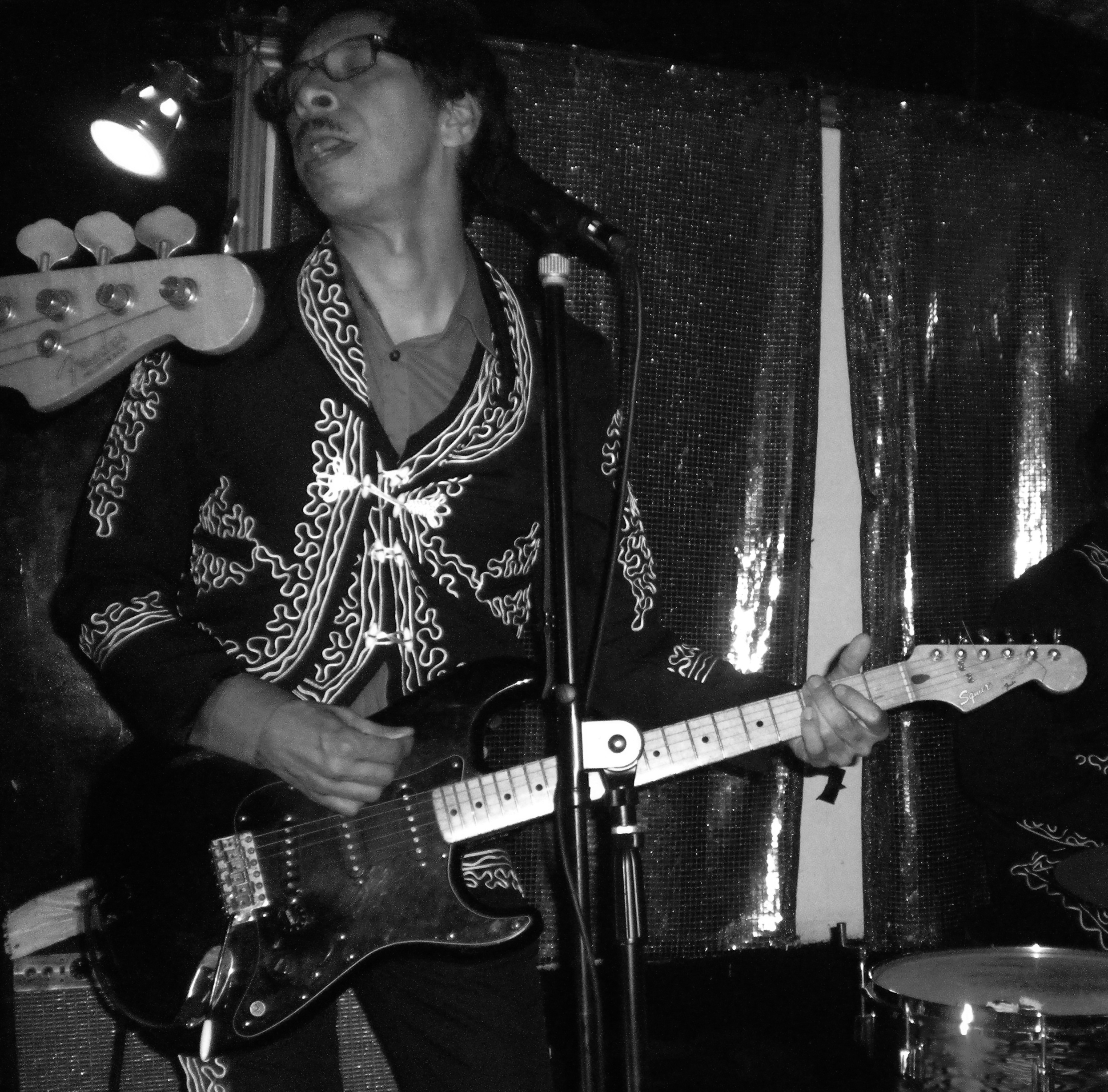
Kid Congo Powers en concert avec les Pink Monkey Birds à Dijon, le Deep Inside, décembre 2009.

Brian Tristan est le fils d'immigrés mexicains. Il nait et grandit à El Monte, ville de l'agglomération de Los Angeles. En 1976, il assure la présidence du fan club des Ramones puis crée un fanzine musical. Il voyage à Londres et New York avant de s'installer à Los Angeles en 1979, où il rencontre Jeffrey Lee Pierce. Pierce lui apprend à jouer de la guitare en open tuning, et les deux musiciens fondent The Creeping Ritual, groupe qui prend par la suite le nom de The Gun Club. Tristan quitte le groupe avant l'enregistrement du premier album, et rejoint les Cramps à New York, en décembre 1980. Ce sont eux qui le rebaptisent Kid Congo Powers. Il revient au sein du Gun Club de 1983 à 1988, formation qu'il quitte à nouveau pour intégrer le groupe de Nick Cave and the Bad Seeds à Berlin. Il participe à plusieurs albums et tournées. Au cours des années suivantes, Powers joue également avec The Divine Horsemen, The Angels of Light et Die Haut. 
Plus récemment, Powers collabore avec le guitariste new-yorkais Jack Martin, avec lequel il crée les groupes Kid Congo & The Pink Monkey Birds, groupe constitué dans le but d'accompagner la carrière solo de Powers tant sur scène qu'en studio, et Knoxville Girls, supergroupe éphémère qui sort deux albums. Avec l'actrice, poétesse et chanteuse Sally Norvell, Powers crée le duo Congo Norvell.

## Discographie
Pour les albums enregistrés avec d'autres formations, voir les articles détaillés correspondants : The Gun Club, The Cramps, Nick Cave and the Bad Seeds, Knoxville Girls, Congo Norvell.
- Solo Cholo, compilation, autoproduction, 2002
- Bad English par Kid and Khan, Trans Solar, 2004
- Philosophy and Underwear, Kid Congo & the Pink Monkey Birds, 2006
- Dracula Boots par Kid Congo & the Pink Monkey Birds, In the Red, 2009
- Gorilla Rose par Kid Congo & the Pink Monkey Birds, 2010